# Nicolas de Roye
Nicolas de Roye, mort à Paris le 14 février 1240, est un prélat français du XIIIe siècle, pair de France, évêque et comte de Noyon de 1228 à 1240.

## Biographie
Nicolas de Roye appartient à une ancienne famille noble de Picardie, mentionnée dès le Xe siècle. Fils de Pierre de Roye (mort en 1248), chevalier, et neveu de Barthélémy de Roye (ca. 1170-1237), seigneur d’Herelle, comte de Roye, Grand chambrier de France et croisé, il a au moins six frères, tous sans postérité connue. Il descend à la 7e génération, en lignée patrilinéaire, d’Auguste (ca. 985-1046), seigneur de Roye, et de Jossine de Noyon (992-1046), elle-même fille de Ludolf de Vermandois (957- mort entre 992 et 996), comte de Noyon et évêque de Noyon-Tournai de 977 à 988,,,,. 

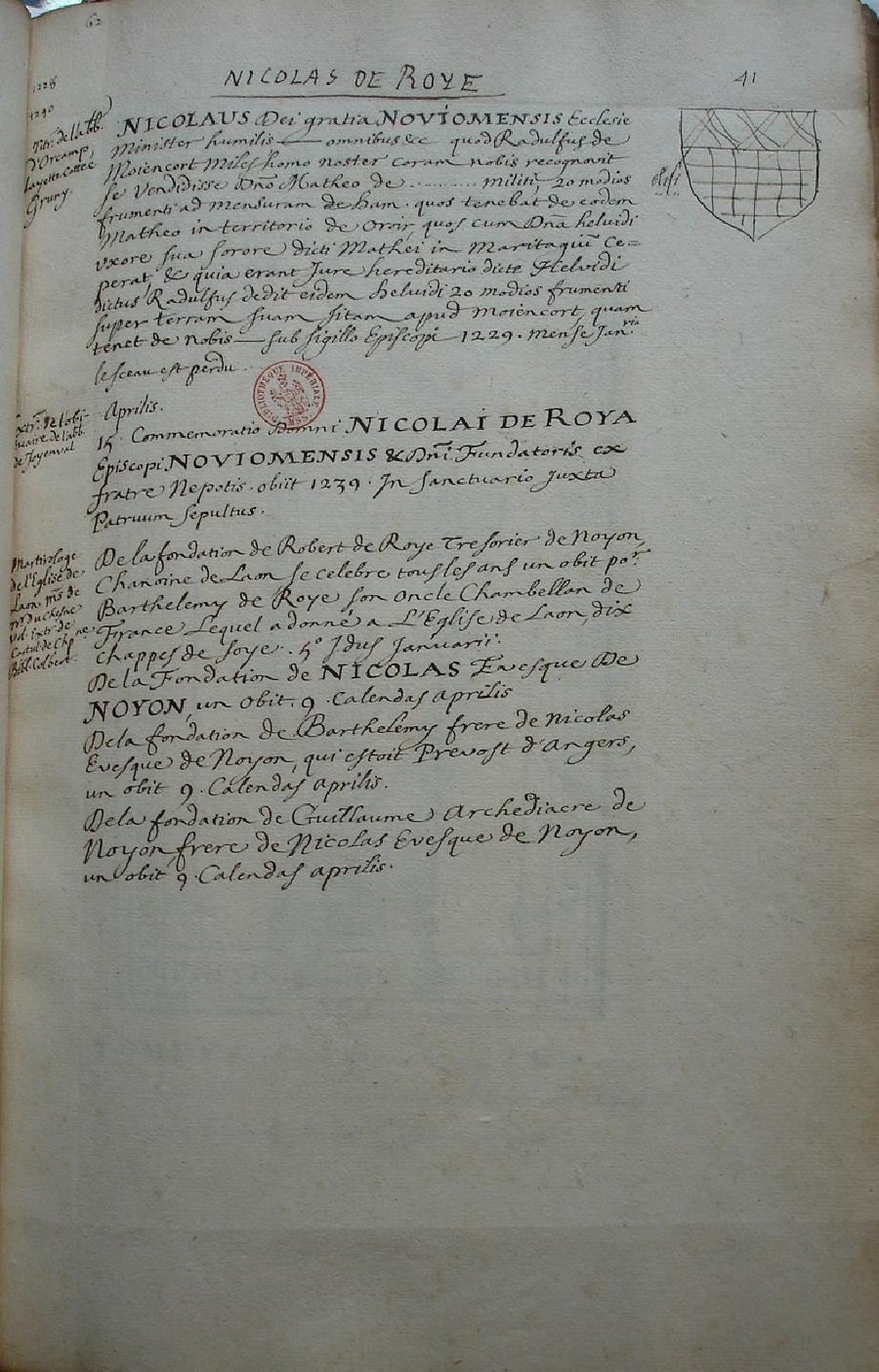
Titres de 1229 et 1239 concernant Nicolas de Roye. Copie par, collection Gaignières.

Après avoir embrassé la carrière des armes puis exercé la charge de doyen de l’église de Tours à partir de 1216, il est élu en 1228 à l’évêché de Noyon, en remplacement de Gérard de Bazoches décédé la même année, ; il devient donc également pair de France, distinction rattachée à l'évêché de Noyon.
Peu après le début de son magistère, il entre en conflit avec le chapitre de Saint-Fursy de Péronne, au sujet de la juridiction que l’évêque prétendait avoir sur ce dernier et sur chacun de ses membres ; la querelle sera résolue en 1233 par intervention du pape Grégoire IX.  Durant son épiscopat, il assiste à plusieurs conciles dont ceux tenus à Noyon (20 février 1233) et à Saint-Quentin (8 octobre 1233 et 23 juillet 1235),. 
Vers 1230, Nicolas de Roye cède aux chanoines du chapitre de Saint-Quentin l’église Notre-Dame de la Bon située dans cette ville.  En septembre 1233, il préside à la construction de l’église Saint-Jean-Baptiste de Beaulieu-les-Fontaines qui, après sa séparation de la cure d’Écuvilly, deviendra le siège de la paroisse le 22 décembre 1271,,.

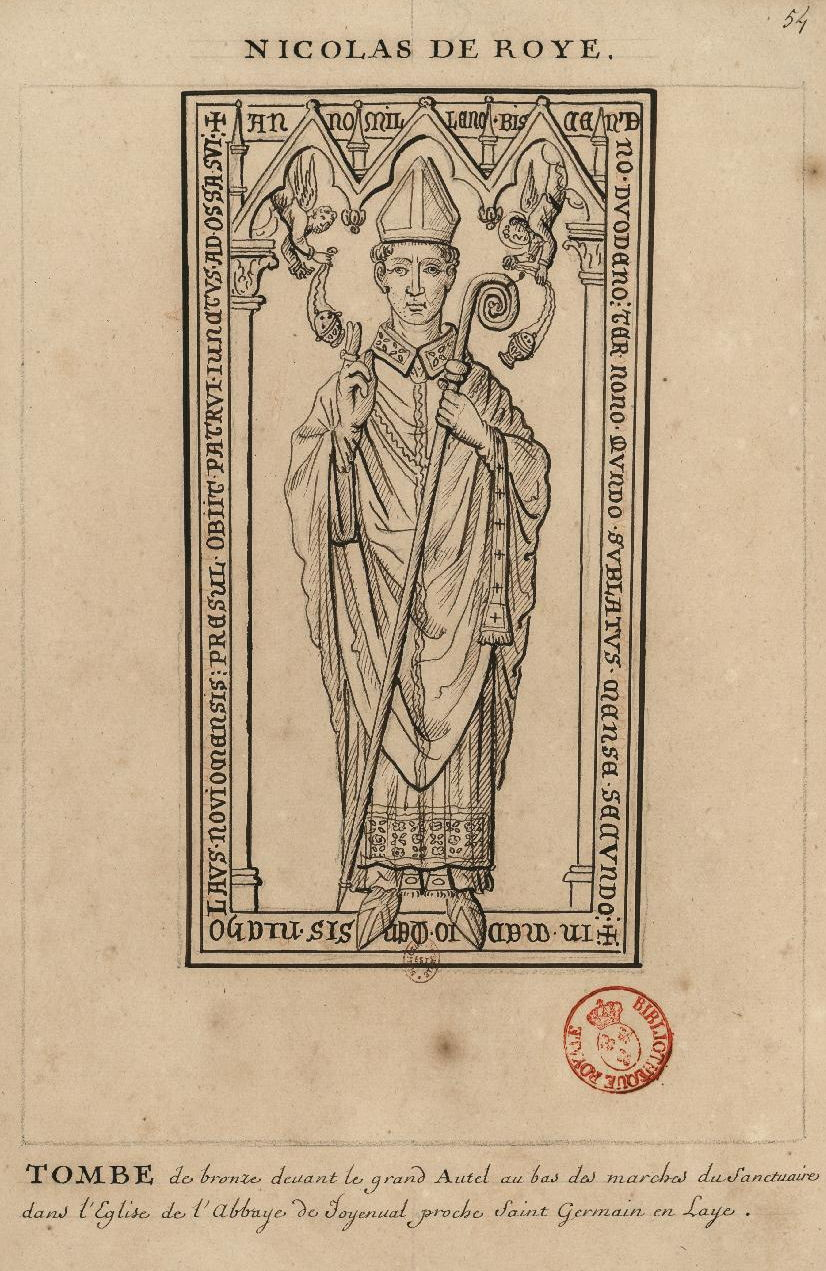
Tombeau de Nicolas de Roye en l'abbaye de Joyenval. Gravure de Louis Boudan, collection Gaignières.

En avril 1237, il passe un accord avec Jean III, seigneur de Noyon, à propos de leurs droits respectifs de justice dans la ville et sa banlieue.  Le 13 mai 1239 au mont Aimé, en compagnie de nombreux autres évêques, il assiste à l’exécution de 183 hommes et femmes convaincus de catharisme, brûlés sur le bûcher sur ordre de l’inquisiteur Robert le Bougre,.

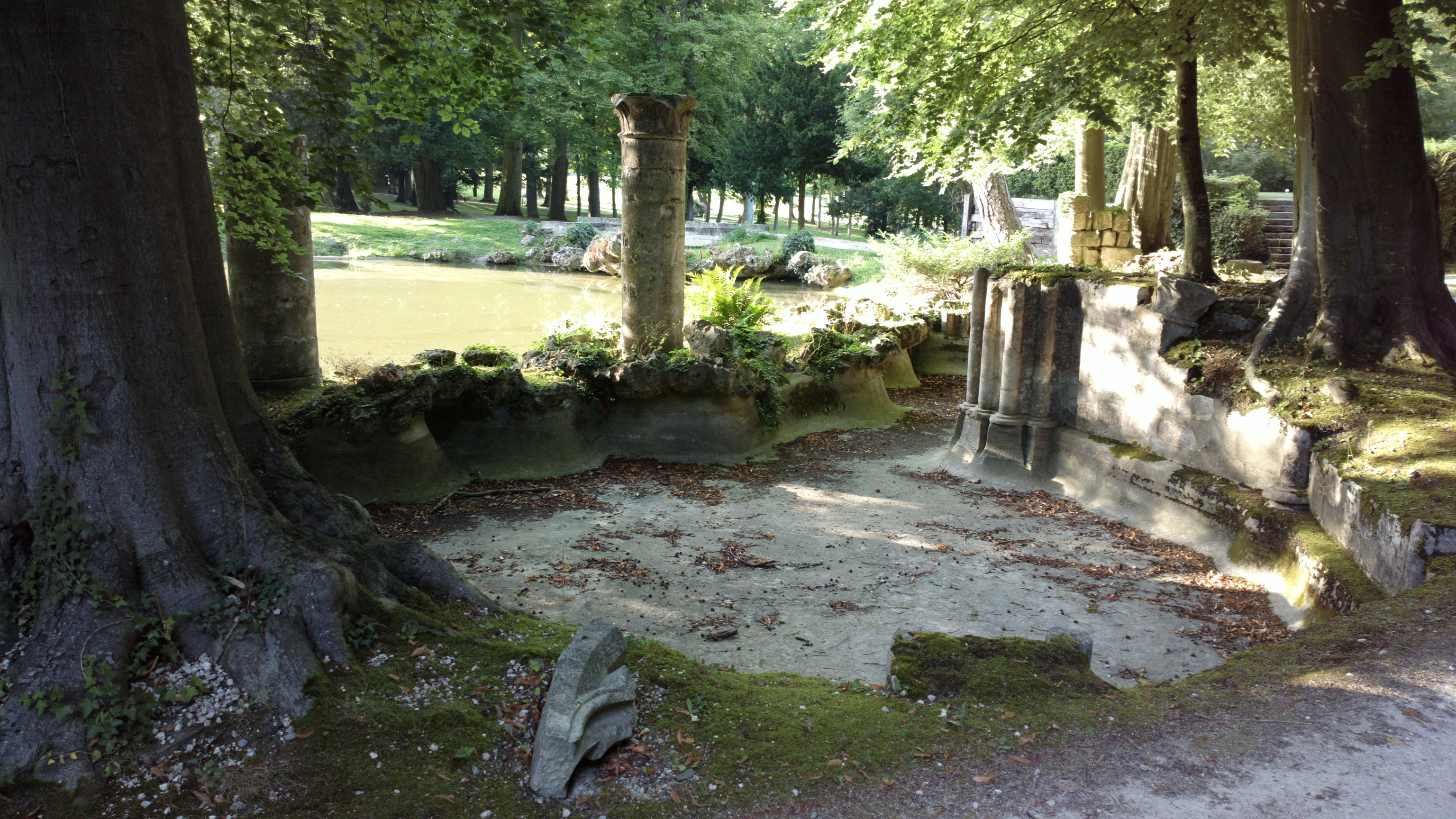
Ruines de l'abbaye de Joyenval.

Nicolas de Roye meurt le 14 février 1240 à Paris après avoir légué par testament, à l'église Sainte-Geneviève de la capitale, 80 livres parisis pour l'entretien de la châsse,.  Il est inhumé « entre le chœur et l’autel » dans l’abbaye de Joyenval à Chambourcy, aux côtés de plusieurs de ses frères dont Barthélémy de Roye (mort le 26 avril 1264), archidiacre à l’évêché de Noyon, de leur père Pierre de Roye, de leur oncle Barthélémy de Roye, Grand chambrier de France, et d'autres membres de leur lignée,,,.